# Bẫy nghèo đói
Một bẫy nghèo đói là "bất kỳ cơ cấu tự tăng cường nào khiến nghèo đói tồn tại dai dẳng." Bẫy trở thành một đường tròn và bắt đầu tự tăng cường nó nếu các bước phá vỡ hình tròn không được thực hiện.

## Các nguyên nhân của một bẫy nghèo đói
Phụ thuộc vào nguồn gốc ra đời của một người, họ có thể thấy mình có khả năng ổn định tài chính cho cả cuộc đời, hay ở một thái cực khác, họ có thể sinh ra trong sự nghèo đói cùng cực dường như không thể thoát ra. Một vấn đề tạo ra bẫy nghèo đói là tỷ lệ thuế hoa lợi cao, ví dụ bằng thẩm tra tài sản của các chương trình xã hội, kết thúc ở một số mức độ – nếu một người có tăng trưởng về thu nhập hay tài sản, một người mất thu nhập, rơi lại vào cảnh nghèo đói.
Ở bình diện quốc gia, nhiều yếu tố có thể góp phần vào một bẫy nghèo đói, gồm: hạn chế tiếp cận với tín dụng và các thị trường tư bản, xuống cấp môi trường nghiêm trọng (làm giảm sút khả năng sản xuất của các khu vực nông nghiệp), quản lý tham nhũng, tranh giành tư bản, các hệ thống giáo dục kém cỏi, sinh thái học bệnh dịch, thiếu chăm sóc y tế công cộng, chiến tranh, hay cơ sở hạ tầng kém.

## Jeffrey Sachs vàThe End of Poverty
Jeffrey Sachs, trong cuốn sách The End of Poverty (Sự chấm dứt của nghèo đói) của mình, đã thảo luận về bẫy nghèo đói và miêu tả một bộ sáng kiến chính sách để chấm dứt nó. Ông đề xuất rằng các cơ quan viện trợ hãy hành động như các nhà tư bản liên doanh khi cấp vốn để khởi động một công ty. Các nhà tư bản liên doanh, một khi lựa chọn đầu tư vào một liên doanh, không đưa chỉ một nửa hay một phần ba lượng tiền mà họ cảm thấy liên doanh đó cần có để bắt đầu mang lại lợi nhuận; nếu họ làm như vậy, tiền của họ sẽ bị lãng phí. Nếu tất cả diễn ra theo đúng kế hoạch, cuối cùng liên doanh sẽ có lợi nhuận và nhà tư bản liên doanh sẽ có được tỷ lệ lợi tức trên đầu tư thích hợp. Tương tự, Sachs đề xuất, các quốc gia phát triển không thể chi chỉ một phần khoản viện trợ cần thiết và hy vọng đảo ngược được bẫy nghèo đói ở châu Phi. Tương tự như bất kỳ một doanh nghiệp mới khởi đầu nào khác, các quốc gia đang phát triển phải nhận được khoản viện trợ cần thiết (và đã được hứa hẹn tại Hội nghị Thượng đỉnh G8 năm 2005) để bắt đầu đảo ngược bẫy nghèo đói. Vấn đề là không giống như các công ty mới khởi nghiệp, vốn đơn giản là sẽ phá sản nếu không nhận được nguồn tiền, tại châu Phi con người tiếp tục chết với một tỷ lệ số mũ một phần lớn vì thiếu sự viện trợ đầy đủ.

Sachs chỉ ra rằng sự nghèo đói cùng cực thiếu sáu kiểu chính của tư bản: tư bản con người, tư bản kinh doanh, cơ sở hạ tầng, tư bản tự nhiên, tư bản định chế tài chính công, và tư bản tri thức.  Sau đó ông định nghĩa rõ bẫy nghèo đói: 
Người nghèo bắt đầu với một mức tư bản trên đầu người thấp, và sau đó thấy mình rơi vào bẫy nghèo đói bởi tỷ lệ tư bản trên đầu người thực tế giảm sút sau từng thế hệ. Số lượng tư bản trên đầu người giảm sút khi dân số tăng nhanh hơn tích tụ tư bản... Câu hỏi về tăng trưởng trên thu nhập đầu người là liệu tích tụ tư bản thực có đủ lớn để cân bằng với tăng trưởng dân số.
Sachs cho rằng viện trợ nước ngoài đầy đủ có thể bù đắp cho sự thiếu hụt tư bản tại các quốc gia nghèo, nói rằng "Nếu sự hỗ trợ từ nước ngoài đủ lớn, và kéo dài đủ lâu, thị trường tư bản sẽ phát triển đủ để đưa các hộ gia đình vượt khỏi việc chỉ kiếm sống."
Sachs tin rằng lĩnh vực công phải tập trung chủ yếu vào những khoản đầu tư trên tư bản con người (sức khoẻ, giáo dục, dinh dưỡng), cơ sở hạ tầng (đường sá, năng lượng, nước và vệ sinh, bảo vệ môi trường), tư bản tự nhiên (bảo vệ đa dạng sinh thái và các hệ sinh thái), tư bản định chế công (một bộ máy hành chính công, hệ thống tư pháp, lực lượng cảnh sát hoạt động hiệu quả), và các phần của tư bản tri thức (nghiên cứu khoa học về y tế, năng lượng, nông nghiệp, khí hậu, sinh thái).  Sachs để các khoản đầu tư tư bản kinh doanh cho lĩnh vực tư nhân, là khu vực sẽ sử dụng vốn hiệu quả hơn để phát triển các doanh nghiệp có lợi nhuận cần thiết để duy trì sự phát triển kinh tế. Theo nghĩa này, Sachs coi các định chế công là hữu ích trong việc cung cấp các hàng hoá công cần thiết để bắt đầu mô hình cất cánh Rostovian, nhưng vẫn cho rằng hàng hoá tư được sản xuất và phân phối một cách hiệu quả hơn bởi các doanh nghiệp tư nhân. Đây là một quan điểm thường thấy trong kinh tế học tân cổ điển.